# Xã Westport, Quận Brown, Nam Dakota
Xã Westport (tiếng Anh: Westport Township) là một xã thuộc quận Brown, tiểu bang Nam Dakota, Hoa Kỳ. Năm 2010, dân số của xã này là 107 người.